# Modena Team SpA
Modena Team SpA var ett italienskt formel 1-stall som grundades 1990 och som tävlade i Lambo-Lamborghini säsongen 1991.